# Comuna Przechlewo
Comuna Przechlewo (poloneză gmina Przechlewo) este o comună rurală din powiat-ul człuchowski, voievodatul Pomerania, din partea septentrională a Poloniei. Sediul administrativ este satul Przechlewo. Conform datelor din 2006 comuna avea 6.187 de locuitori. Întreaga suprafață a comunei Przechlewo este 243,88 km².
În comuna sunt 14 sołectwo-uri: Dąbrowa Człuchowska, Garbek, Lisewo, Łubianka, Nowa Wieś Człuchowska, Pakotulsko, Pawłówko, Płaszczyca, Przechlewko, Przechlewo, Rudniki, Sąpolno, Szczytno și Żołna. Învecinează cu trei comune ale powiat-ului człuchowski (Koczała, Rzeczenica și Człuchów), o comună a powiat-ului chojnicki (Konarzyny și o comună a powiat-ului bytowski (Lipnica).
Înainte de reforma administrativă a Poloniei din 1999, comuna Przechlewo a aparținut voievodatului Słupsk.